# Foyer de la Côte (Corcelles)
Le Foyer de la Côte à Corcelles (Hospice de la Côte jusqu'en 1982) est un établissement médico-social (EMS) pour personnes âgées dans le Canton de Neuchâtel, fondé en 1864.

## Histoire
L'Hospice de la Côte a été fondé en 1864 par des amis des cinq villages de la Côte (Corcelles, Cormondrèche, Peseux, Auvernier et Colombier) pour prendre en charge des personnes incurables nécessiteuses : Docteur Charles Béguin, Alfred Bonnet, Paul Barrelet, Jules Bonhôte, Docteur Colin-Vaucher, James Wittnauer et Henri du Brot.
L'hospice est géré par des Sœurs de la communauté de Strasbourg jusqu'au 20e siècle.

## Statut juridique
Le Foyer de la Côte est une fondation privée reconnue d'utilité publique.